# Verrettes (ort)
Verrettes är en ort i Haiti.   Den ligger i arrondissementet Arrondissement de Saint-Marc och departementet Artibonite, i den centrala delen av landet, 60 km norr om huvudstaden Port-au-Prince. Verrettes ligger 46 meter över havet och antalet invånare är 48 724.
Terrängen runt Verrettes är kuperad åt nordost, men åt sydväst är den bergig. Runt Verrettes är det ganska tätbefolkat, med 248 invånare per kvadratkilometer. Närmaste större samhälle är Petite Rivière de l'Artibonite, 9,5 km norr om Verrettes. Trakten runt Verrettes består till största delen av jordbruksmark.